# Sigmodontinae
Sigmodontinae е подсемейство хомякови американски гризачи разпространени в Америка.

## Описание
В подсемейството са класифицирани малки мишеобразни гризачи с дължина на тялото варираща от 6,2 до 36 cm, на опашката от 30 до 330 mm и тегло от 7 до 455 грама. Цвета на космената покривка варира от различни оттенъци на кафяв и сив до червеникав и жълтеникав.

## Еволюция
Предшествениците на съвременните представители се установяват в Южна Америка като преминават през Панамския провлак от Централна Америка като част от Голямата американска обмяна на видове преди около 5 милиона години в края на миоцен. Заемайки нови територии с нови местообитания се наблюдава експлозивно видообразуване на изолирания континент.

## Начин на живот
Гризачите от подсемейство Sigmodontinae са разпространени основно в Латинска Америка, но се срещат видове и в САЩ до Небраска и Ню Джърси както и на Галапагоските острови. Екологичната ниша, която заемат съвпада с тази на Мишковите от Стария свят. Видовете се отличават с голямо разнообразие – водят наземен или дървесен начин на живот, други са ровещи, а четвърти са полуводни. Консумират растителна и животинска храна. Размножават се целогодишно. Раждат по два или три пъти по 6 - 7 малки. Бременността продължава 20 - 30 дни. При някои видове малките могат да се отделят от майката още на петия ден след раждане и на около един месец да се чифтосат. Продължителността на живота им е кратка – обикновено около година.

## Класификация
Sigmodontinae са един от най-многочислените таксони сред бозайниците. Включва над 370 вида, обединени в 74 рода:
- Подсемейство Sigmodontinae

- - Abrawayaomys
  - Abrothrix
  - Aepeomys
  - Akodon
  - Amphinectomys
  - Andalgalomys
  - Andinomys
  - Anotomys
  - Auliscomys
  - Bibimys
  - Blarinomys
  - Brucepattersonius
  - Calomys
  - Cerradomys
  - Chelemys
  - Chibchanomys
  - Chilomys
  - Chinchillula
  - Delomys
  - Deltamys
  - Eligmodontia
  - Euneomys
  - Galenomys
  - Geoxus
  - Graomys
  - Handleyomys
  - Holochilus
  - Ichthyomys – Рибоядни плъхове
  - Irenomys
  - Juliomys
  - Juscelinomys
  - Kunsia
  - Lenoxus
  - Loxodontomys
  - Lundomys
  - Megaoryzomys
  - Melanomys – Тъмни плъхове
  - Microakodontomys
  - Microryzomys
  - Neacomys – Бодливи оризови плъхове
  - Necromys
  - Nectomys
  - Neotomys – Андски блатни плъхове
  - Nesoryzomys
  - Neusticomys
  - Notiomys
  - Oecomys
  - Oligoryzomys
  - Oryzomys – Оризови плъхове
  - Oxymycterus
  - Pearsonomys
  - Phaenomys
  - Phyllotis
  - Podoxymys
  - Pseudoryzomys
  - Punomys
  - Reithrodon – Зайцеподобни плъхове
  - Rhagomys
  - Rheomys
  - Rhipidomys
  - Salinomys
  - Scapteromys – Южноамерикански водни плъхове
  - Scolomys
  - Sigmodon – Памукови плъхове
  - Sigmodontomys
  - Tapecomys
  - Thalpomys
  - Thaptomys
  - Thomasomys
  - Wiedomys
  - Wilfredomys
  - Zygodontomys